# Global Proficiency Certificate
Global Proficiency Certificate (GPC, Сертификат глобальной квалификации) — международная программа в области стандартизации, в которую вошли многие крупные образовательные, культурно-просветительские и общественные организации США, Великобритании, Франции, Германии, Японии и других стран мира, подразумевает участие сотрудников, студентов, слушателей, членов организаций — участников программы в процессе подтверждения своей компетентности по международным стандартам качества. Среди участников программы Международная федерация актёров, Всемирная организация интеллектуальной собственности, Международный институт театра, Индийский институт мировой культуры. Все специалисты, прошедшие переподготовку и подтвердившие своё соответствие единым международным профессиональным стандартам получают Сертификат глобальной квалификации Международного образца с логотипом программы. Это позволяет создать единый международный банк информации о квалифицированных специалистах и выработать единую систему оценки персонала. В XXI веке в условиях все более конкурентной глобализированной экономики, профессионалы должны доказать, что они хорошо подготовлены и компетентны, обеспечить лидерство глобальной рабочей силы.
Глобальное подтверждение квалификации даёт участникам программы конкурентное преимущество для поиска стажировок и трудоустройства у большого количества и множества видов работодателей, включая глобальные корпорации, национальные представительства за рубежом, образовательные и культурно-просветительские международные учреждения, международные неправительственные и некоммерческие организации. Одним из самых популярных стандартов GPC является стандарт ISSE. В России органом по аккредитации в программе Global Proficiency Certificate является Союз творческой молодёжи. Как независимый орган по аттестации (сертификации) персонала по стандартам GPC аккредитован Центр культурных программ.